# نظرية المشاعر الأخلاقية
كتاب نظرية المشاعر الأخلاقية (بالإنجليزية: The Theory of Moral Sentiments)‏، لعالم الاقتصاد الإسكتلندي آدم سميث، تمّ نشر الكتاب في عام 1759.
قدّم الكتاب الأسس الأخلاقية والفلسفية والنفسية والمنهجية لأعمال سميث اللاحقة، بما في ذلك ثروة الأمم (1776)، ومقالات عن الموضوعات الفلسفية (1795)، ومحاضرات عن العدالة والشرطة والإيرادات والأسلحة (1763).

## روابط خارجية
- نظرية المشاعر الأخلاقية على موقع الموسوعة البريطانية (الإنجليزية)